# Sofosbuwir
Sofosbuwir (łac. sofosbuvirum) – wielofunkcyjny organiczny związek chemiczny, analog nukleozydu, prolek stosowany w leczeniu wirusowego zapalenia wątroby typu C w skojarzeniu z innymi lekami przeciwwirusowymi.

## Mechanizm działania
Sofosbuwir zostaje przekształcony wewnątrzkomórkowo w czynny metabolit, trójfosforan sofosbuwiru, który poprzez hamowanie białka NS5B, RNA-zależnej polimerazy RNA, uniemożliwia replikację wirusa zapalenia wątroby typu C.

## Zastosowanie
- przewlekłe wirusowe zapalenie wątroby typu C u dorosłych w skojarzeniu z innymi lekami przeciwwirusowymi

Sofosbuwir znajduje się na wzorcowej liście podstawowych leków Światowej Organizacji Zdrowia (WHO Model Lists of Essential Medicines) (2017).
Sofosbuwir jest dopuszczony do obrotu w Polsce (2018), zarówno jako preparat prosty (Sovaldi), jak i w lekach złożonych z welpataswirem (Epclusa), ledypaswirem (Harvoni) oraz welpataswirem i woksylaprewirem (Vosevi).

## Działania niepożądane
Nie są znane działania uboczne sofosbuwiru w monoterapii, natomiast działaniami ubocznymi sofosbuwiru w terapii skojarzonej z rybawiryną lub z rybawiryną i peginterferonem α występującymi u ponad 10% pacjentów były zmęczenie, ból głowy, nudności i bezsenność.
W trakcie jednoczesnego stosowania sofosbuwiru i amiodaronu obserwowano ciężkie zaburzenia rytmu serca pod postacią bradykardii i całkowitego bloku przedsionkowo-komorwego.